# Drosophila polliciforma
Drosophila polliciforma är en tvåvingeart som beskrevs av Elmo Hardy 1965. Drosophila polliciforma ingår i släktet Drosophila och familjen daggflugor.
Artens utbredningsområde är Hawaii.